# ألوكو

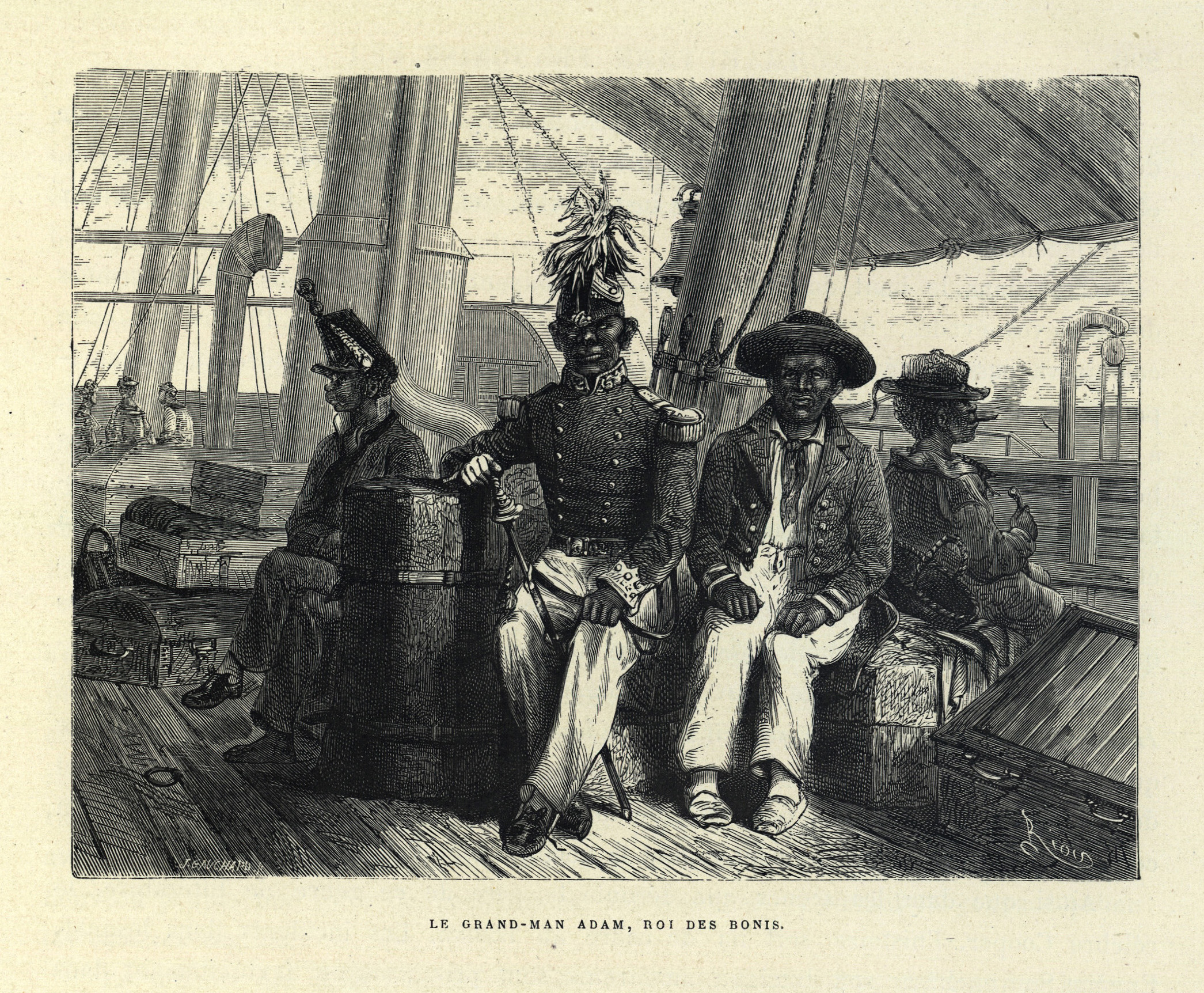

ألوكو أو بوني هم مجموعة المارون الذين يسكنون ضفاف الأنهار جنوب غرب غويانا الفرنسية ويتحدث لغتهم أكثر من 5.000 شخص. غالبيتهم ينحدرون من عبيد باراماريبو، سورينام.